# Hudson Theatre
Le Hudson Theatre est un théâtre de Broadway à Manhattan, New York, aux États-Unis, situé au 139–141 Ouest 44e Rue. C'est un des plus anciens théâtres de Broadway subsistant à l'ère actuelle.
Édifié entre 1902 et 1904, l'extérieur a été conçu par  J. B. McElfatrick & Son, l'intérieur achevé par Israels & Harder. L'ensemble est classé comme un des monuments emblématiques de la ville de New York (New York City Landmarks (en)), et est inscrit au Registre national des lieux historiques.
Il comporte 973 places assises sur trois niveaux et a accueilli 586 spectacles depuis sa création.
Le Hudson Theatre est formé de deux sections rectangulaires, toutes deux revêtues de briques. L'entrée principale se fait par une aile de quatre étages sur la 44e Rue, l'auditorium se trouve à l'arrière, le long de la 45e rue. Le premier étage de l'aile de la 44e rue comprend un vestibule d'entrée, une billeterie et un hall principal, les autres étages hébergent des bureaux. L'auditorium comprend un orchestre au niveau du sol et deux balcons en surplomb, avec des loges au niveau du premier balcon. Les halls et l'auditorium sont décorés dans le style Beaux-Arts. Le théâtre est flanqué des deux ailes de l'hôtel Millennium Times Square New York (en), dont il fait partie.
Le Hudson était à l'origine exploité par Henry Birkhardt Harris, qui périt dans le naufrage du Titanic en 1912. Sa veuve, Renee Harris (en) en assure la gestion jusqu'à la Grande Dépression. Il sert ensuite de studio de radio pour CBS de 1934 à 1937 puis de studio de télévision pour NBC de 1949 à 1960. Il reste par intermittence un théâtre de Broadway jusqu'aux années 1960 et est ensuite un cinéma pour adultes, puis une salle de cinéma classique et un club de rock, le Savoy. L'hôtel Millennium Times Square New York est construit autour du théâtre à la fin des années 1980, et le Hudson Theatre est alors converti en espace événementiel de l'hôtel. Il ouvre à nouveau ses portes en tant que théâtre de Broadway en 2017 et est exploité par l'Ambassador Theatre Group (en) ; le bâtiment appartient à Millennium & Copthorne Hotels.

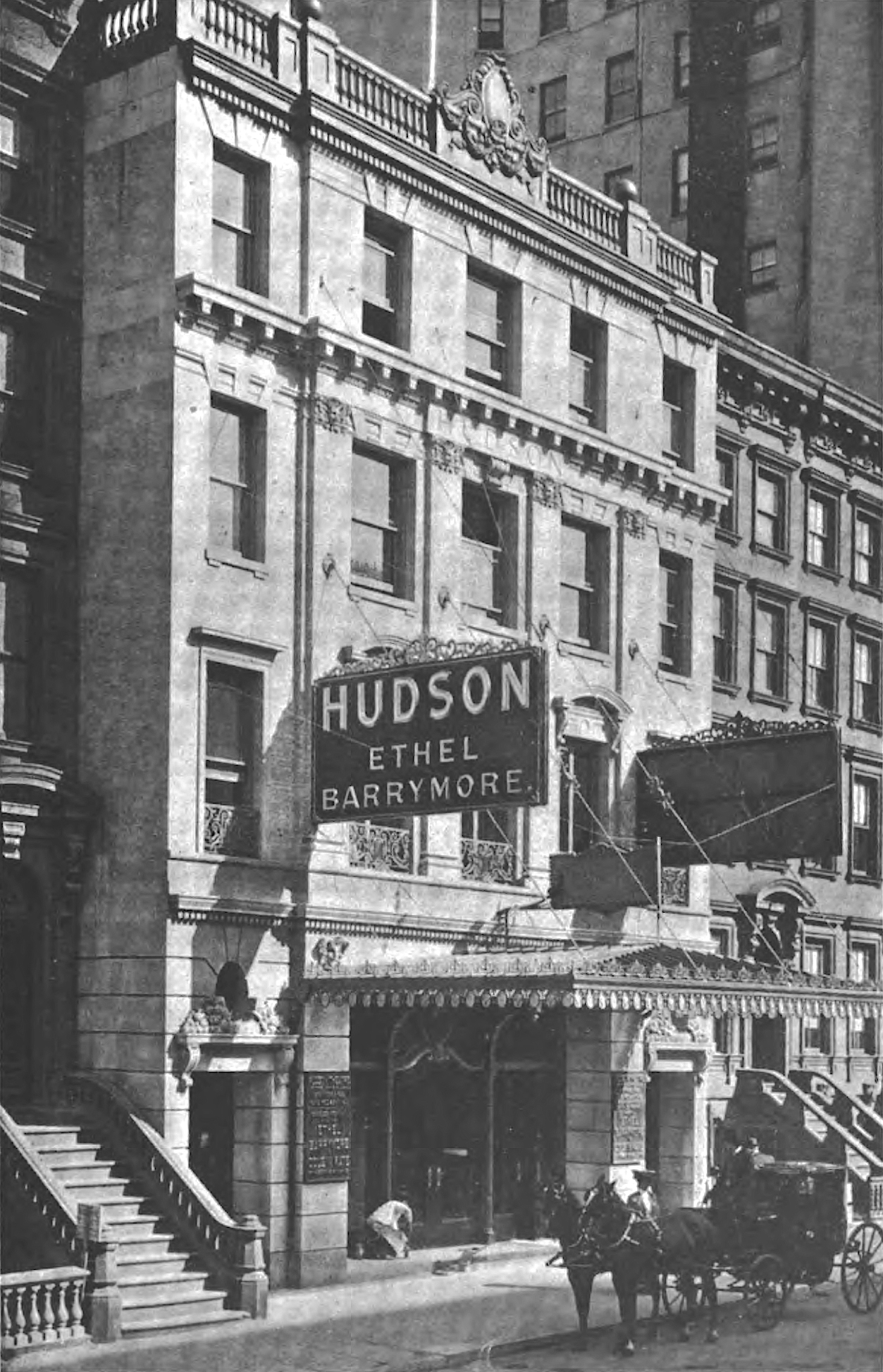
Le théâtre en 1904.
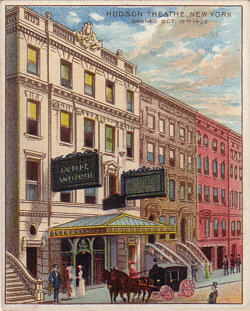
En 1910.
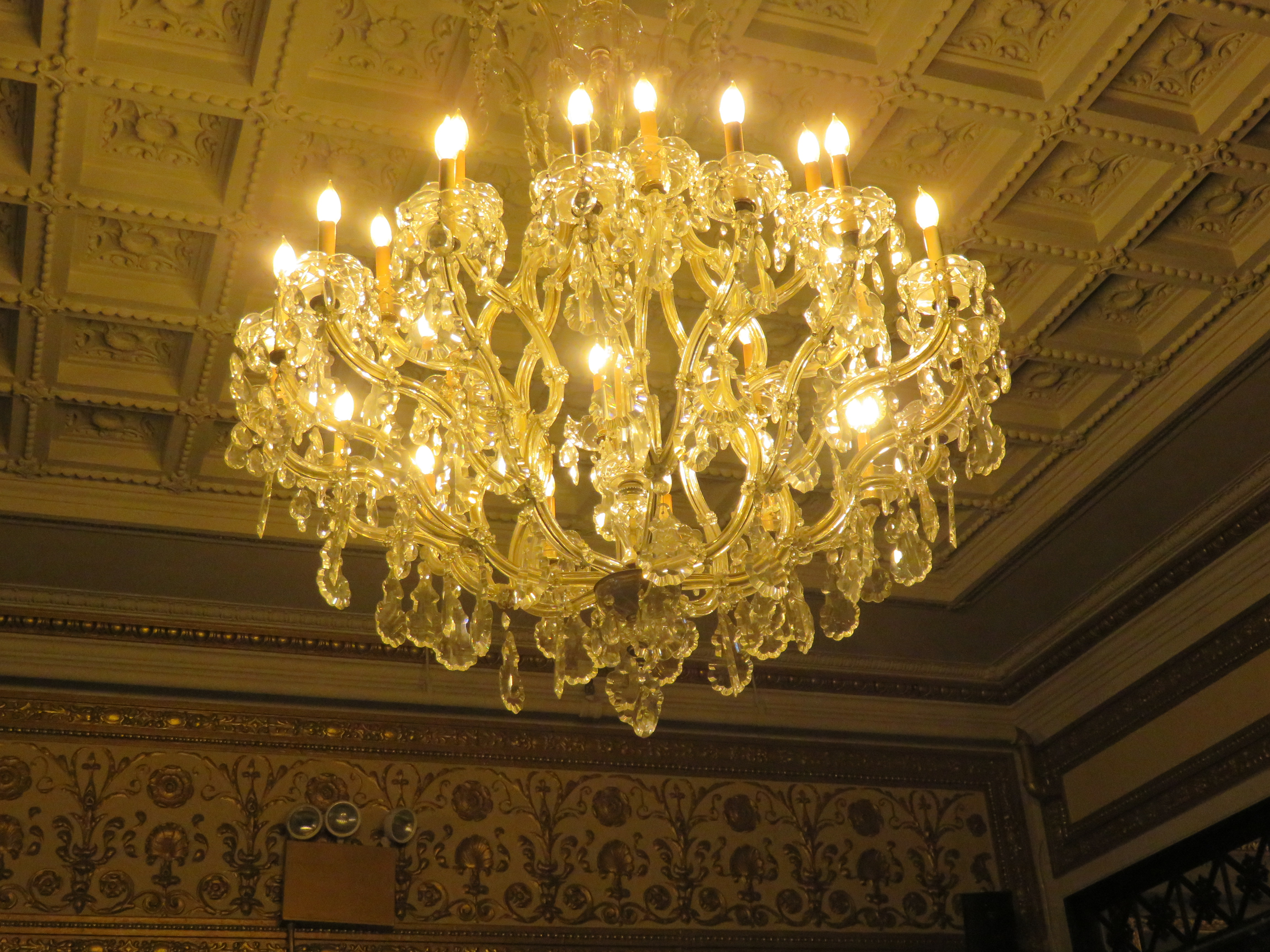
Lustre.
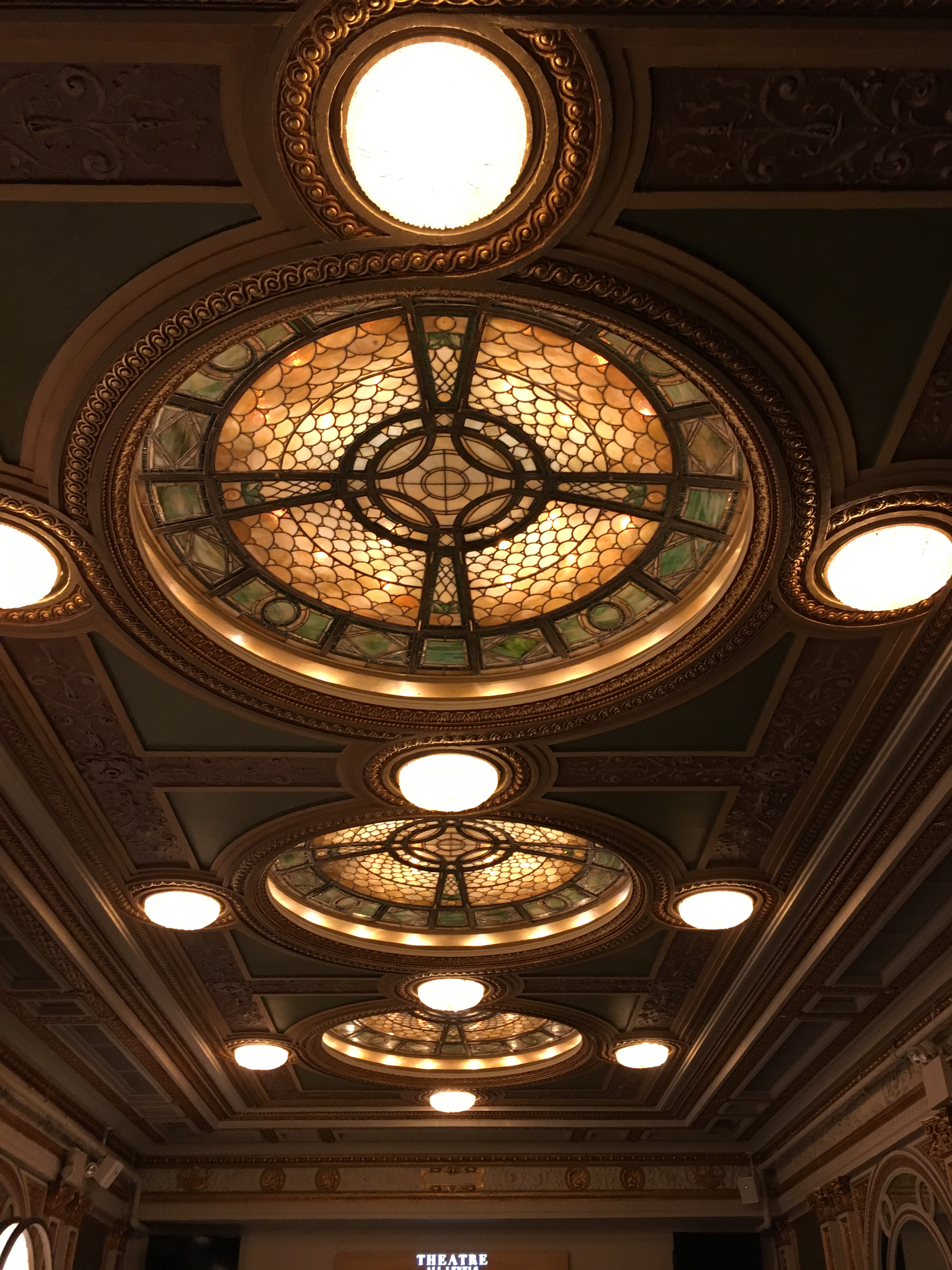
Plafond du salon Tiffany.
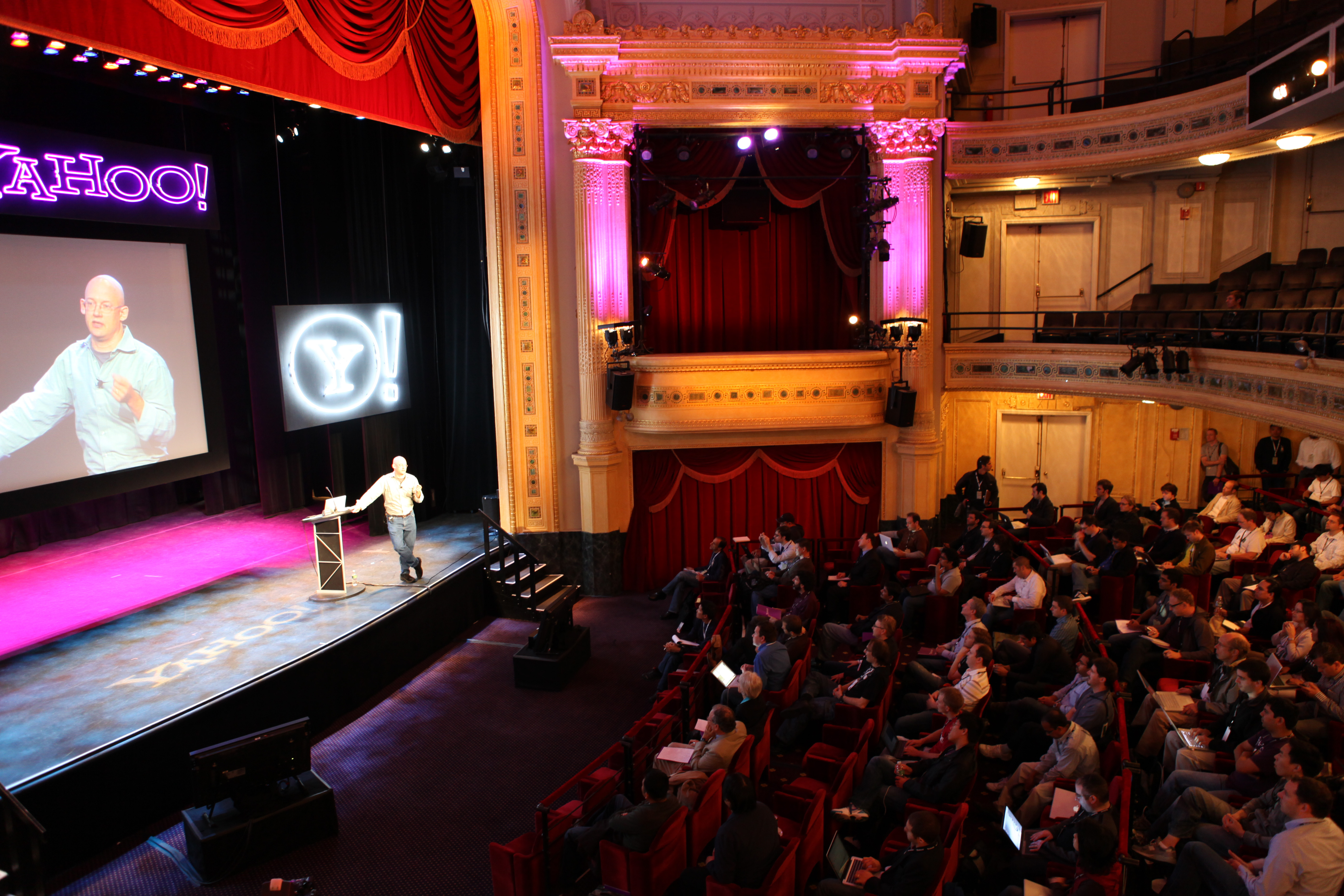
Auditorium, 2009.

## Productions notables

### Hudson Theatre
Les productions sont classées par année de leur première représentation. Cette liste ne comprend que les spectacles de Broadway ; il n'inclut pas les autres spectacles vivants ou films présentés au théâtre,.
- 1903 : The Marriage of Kitty
- 1905 : Man and Superman
- 1907 : Brewster's Millions[7],[8]
- 1908 : Lady Frederick
- 1909 : Arsène Lupin[9],[10]
- 1912 : Frou-Frou[9],[11]
- 1913 : General John Regan[12]
- 1914 : Lady Windermere's Fan
- 1915 : Alice in Wonderland[13]
- 1917 : Our Betters[14],[15]
- 1918 : Friendly Enemies[14]
- 1922 : The Voice From the Minaret[16],[17]
- 1922 : Fedora[16],[18]
- 1922 : So This Is London[16]
- 1924 : The Fake[19],[20]
- 1926 : The Noose[19],[21]
- 1927 : The Plough and the Stars[22],[23]
- 1929 : Hot Chocolates[22]
- 1930 : The Inspector General[24]
- 1932 : The Show-off
- 1937 : An Enemy of the People
- 1937 : The Amazing Dr. Clitterhouse
- 1938 : Good Hunting[25]
- 1939 : Lew Leslie's Blackbirds
- 1940 : Love for Love[26],[27]
- 1941 : All Men Are Alike[26],[28]
- 1943 : Run, Little Chillun[26],[29]
- 1943 : Arsenic and Old Lace[26]
- 1945 : State of the Union
- 1949 : Detective Story
- 1960 : Toys in the Attic[30]
- 1962 : Ross[31]
- 1963 : Strange Interlude
- 1967 : How to Be a Jewish Mother
- 2017 : Sunday in the Park with George[32]
- 2017 : 1984
- 2017 : The Parisian Woman
- 2018 : Head over Heels
- 2019 : Burn This
- 2019 : American Utopia
- 2022 : Plaza Suite[33]
- 2022 : Death of a Salesman[34],[35]
- 2023 : A Doll's House[36],[37]
- 2023 : Just for Us[38],[39]
- 2023 : Merrily We Roll Along[40]

### The Savoy
- 1981 : Genesis[41]
- 1983 : King Sunny Adé and his African Beats[42]